# Catas Altas da Noruega
Catas Altas da Noruega là một đô thị thuộc bang Minas Gerais, Brasil. Đô thị này có diện tích 143,366 km², dân số năm 2007 là 3424 người, mật độ 22,5 người/km².